# Syahrian Abimanyu
Syahrian Abimanyu (Banjarnegara, 25 aprile 1999) è un calciatore indonesiano, centrocampista del Persija e della nazionale indonesiana.

## Carriera

### Club
Cresciuto nelle giovanili dell'SSB Mandiri Jaya Bogor e della Jakarta Football Academy, nel 2016 si trasferisce in Spagna al Levante, giocando per una stagione nelle giovanili. Nel 2017 fa ritorno in patria, dove si aggrega tra le file delle giovanili del Persija. Nel 2018 firma il suo primo contratto da professionista con lo Sriwijaya, formazione della massima serie locale. Dal 2019 al 2020 milita nel Madura Utd, altro club della massima serie indonesiana. All'inizio del 2021 si trasferisce ai malaysiani del Johor Darul Ta'zim, che lo girano in prestito agli australiani dei Newcastle Jets fino al termine della stagione.

### Nazionale
Ha giocato nella nazionale indonesiana Under-19.
Il 25 maggio 2021 ha esordito con la nazionale maggiore indonesiana giocando l'amichevole persa 2-3 contro l'Afghanistan.

## Statistiche

### Cronologia presenze e reti in nazionale
| Cronologia completa delle presenze e delle reti in nazionale ― Indonesia | Cronologia completa delle presenze e delle reti in nazionale ― Indonesia | Cronologia completa delle presenze e delle reti in nazionale ― Indonesia | Cronologia completa delle presenze e delle reti in nazionale ― Indonesia | Cronologia completa delle presenze e delle reti in nazionale ― Indonesia | Cronologia completa delle presenze e delle reti in nazionale ― Indonesia | Cronologia completa delle presenze e delle reti in nazionale ― Indonesia | Cronologia completa delle presenze e delle reti in nazionale ― Indonesia |
| Data                                                                     | Città                                                                    | In casa                                                                  | Risultato                                                                | Ospiti                                                                   | Competizione                                                             | Reti                                                                     | Note                                                                     |
| ------------------------------------------------------------------------ | ------------------------------------------------------------------------ | ------------------------------------------------------------------------ | ------------------------------------------------------------------------ | ------------------------------------------------------------------------ | ------------------------------------------------------------------------ | ------------------------------------------------------------------------ | ------------------------------------------------------------------------ |
| 25-5-2021                                                                | Dubai                                                                    | Indonesia                                                                | 2 – 3                                                                    | Afghanistan                                                              | Amichevole                                                               | -                                                                        | 46’                                                                      |
| 29-5-2021                                                                | Dubai                                                                    | Indonesia                                                                | 1 – 3                                                                    | Oman                                                                     | Amichevole                                                               | -                                                                        |                                                                          |
| 3-6-2021                                                                 | Dubai                                                                    | Thailandia                                                               | 2 – 2                                                                    | Indonesia                                                                | Qual. Mondiali 2022                                                      | -                                                                        | 84’                                                                      |
| 7-6-2021                                                                 | Dubai                                                                    | Vietnam                                                                  | 4 – 0                                                                    | Indonesia                                                                | Qual. Mondiali 2022                                                      | -                                                                        | 69’                                                                      |
| 11-6-2021                                                                | Dubai                                                                    | Emirati Arabi Uniti                                                      | 5 – 0                                                                    | Indonesia                                                                | Qual. Mondiali 2022                                                      | -                                                                        | 63’                                                                      |
| 7-10-2021                                                                | Buriram                                                                  | Indonesia                                                                | 2 – 1                                                                    | Taipei cinese                                                            | Qual. Coppa d'Asia 2023                                                  | -                                                                        | 68’ 75’                                                                  |
| 10-10-2021                                                               | Buriram                                                                  | Taipei cinese                                                            | 0 – 3                                                                    | Indonesia                                                                | Qual. Coppa d'Asia 2023                                                  | -                                                                        | 74’                                                                      |
| 9-12-2021                                                                | Singapore                                                                | Indonesia                                                                | 4 – 2                                                                    | Cambogia                                                                 | AFF Championship 2020 - 1º turno                                         | -                                                                        | 72’                                                                      |
| Totale                                                                   |                                                                          | Presenze                                                                 | 8                                                                        |                                                                          | Reti                                                                     | 0                                                                        |                                                                          |